# 瓦謝爾角

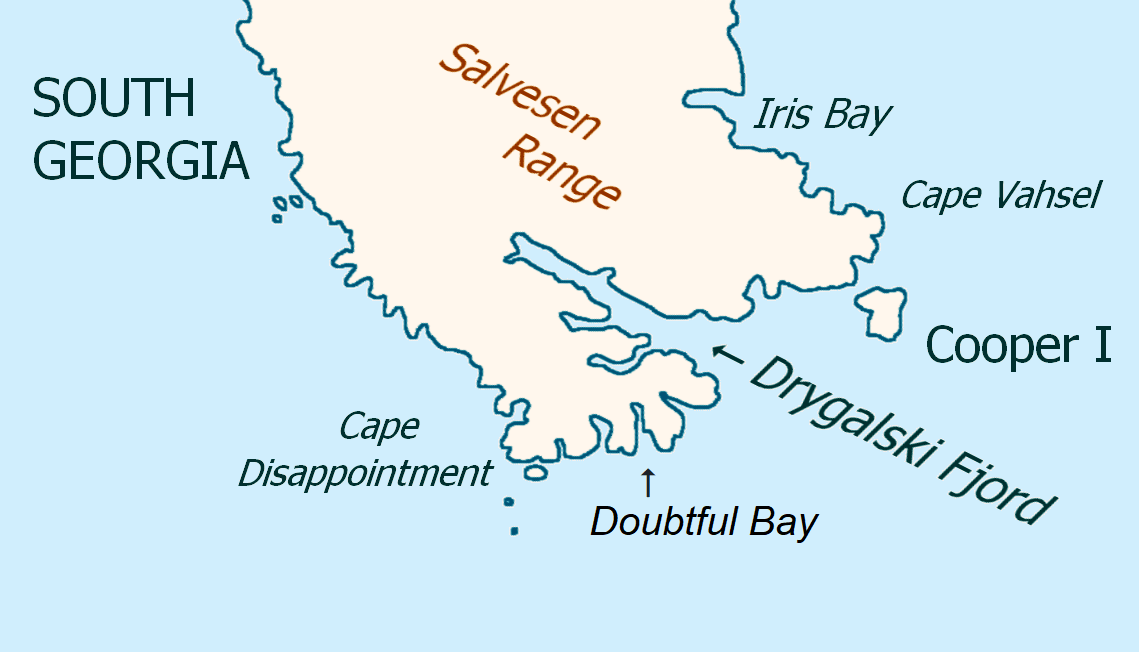

瓦謝爾角（英語：Cape Vahsel）是南極洲的海岬，位於南喬治亞島最東端，在1775年由英國探險家詹姆斯·庫克繪入地圖，再次由威廉·菲爾希納率領的德國探險隊繪入地圖，以探險船長命名。
54°45′S 35°48′W / 54.750°S 35.800°W